# Live Phish Volume 14
Live Phish Volume 14 è un album dal vivo dei Phish, pubblicato il 29 ottobre 2002 (in contemporanea ai Volumi 13, 15 e 16 della serie Live Phish) dalla Elektra Records. Il disco documenta l'esibizione del gruppo al Rosemont Horizon (che adesso si chiama Allstate Arena) di Rosemont (Illinois), vicino a Chicago, nella notte di Halloween del 1995.
Questa fu la seconda di quattro esibizioni eseguite la notte di Halloween dal gruppo, nel quale viene eseguito per intero un album di un altro gruppo. In questo caso il gruppo ha eseguito Quadrophenia degli Who. La performance è stata eseguita con la presenza di una sezione fiati sotto la direzione del tastierista Page McConnell.
Come ultimo pezzo dell'esibizione il gruppo ha scelto My Generation, e ha distrutto gli strumenti, pratica che gli Who avevano già adottato trent'anni prima. Nel disco è presente anche una versione di You Enjoy Myself lunga circa 40 minuti.

## Tracce

### Disco 1
Primo set:
1. Icculus
2. The Divided Sky
3. Wilson
4. Ya Mar
5. Sparkle
6. Free
7. Guyute

### Disco 2
Continuazione del primo set:
1. Run Like an Antelope
2. Harpua

Secondo set (esecuzione integrale dell'album Quadrophenia)
1. I Am the Sea
2. The Real Me
3. Quadrophenia
4. Cut My Hair
5. The Punk and the Godfather
6. I'm One

### Disco 3
Continuazione del secondo set:
1. The Dirty Jobs
2. Helpless Dancer
3. Is It in My Head?
4. I've Had Enough
5. 5:15
6. Sea and Sand
7. Drowned
8. Bell Boy
9. Doctor Jimmy
10. The Rock
11. Love, Reign O'er Me

### Disco 4
Terzo set:
1. Audience Chess Move
2. You Enjoy Myself
3. Jesus Just Left Chicago
4. A Day in the Life
5. Suzy Greenberg

Eseguito come bis:
1. My Generation